# Bobby Morris
Robert „Bobby“ Morris (eigentlich Boruch Moishe Stempelman, * Juni 1927 in Wilno; † 1. Mai 2021) war ein US-amerikanischer Musiker (Schlagzeug).

## Leben und Wirken
Morris wuchs im polnischen Wilno auf und zog drei Tage vor seinem zehnten Geburtstag 1937 mit seiner Familie in die Vereinigten Saaten, um den Verfolgungen in Europa durch den Nationalsozialismus zu entgehen. Morris und seine Familie lebten in Brooklyn, wo er anfing, Schuhe zu putzen, um seinen Schlagzeugunterricht zu bezahlen. Mit 14 Jahren schloss er sich der Musikergewerkschaft an und sicherte sich seinen ersten bezahlten Job, einen wöchentlichen Auftritt in einem Resort in den Catskills im Bundesstaat New York. In den nächsten Jahren arbeitete er in verschiedenen Country-Clubs in New York; daneben besuchte er die Manhattan School of Music.
Bei Tourneen lernte Morris 1949 Las Vegas kennen, das zu dieser Zeit schnell wuchs. Wenig später erhielt er in Charlie’s Tavern das Angebot, ab 1950 als Schlagzeuger in Las Vegas zu arbeiten und bekam einen Job im Last Frontier Hotel, wo Liberace als Vorgruppe fungierte. Er arbeitete ab den 1950er-Jahren in der Musikszene der Stadt mit Musik- und Showgrößen wie Frank Sinatra, Eddie Fisher, Bobby Darin, Louis Prima, Keely Smith, Judy Garland und Barbra Streisand. Aufnahmen entstanden auch mit Sam Butera and The Witnesses, der Begleitband von Louis Prima.
1969 leitete die er die Las-Vegas-Session von Elvis Presley, als er Musikalischer Leiter im Showroom des International Hotel war. Nachdem Morris einen Crashkurs in Dirigieren absolviert hatte, wurde er auch gebeten, der persönliche Dirigent von Elvis zu sein, da dieser nach seinem berühmten 1968er-Comeback-Special nach vier Wochen bei der Eröffnung des International Hotels zurückkehrte. Im Mai 1969 wurde Morris mit den Führungskräften von RCA und MGM in die Studios von Hollywood und RCA eingeladen, um Elvis vor der Eröffnung kennenzulernen. Morris verbrachte mehrere Wochen mit Presley, der die Songs vorbereitete und mit Morris die Pläne für den Auftritt in Las Vegas am 31. Juli 1969 erarbeitete. Darüber hinaus gründete Morris seine eigene Agentur – die Bobby Morris Agency – und betreute Künstler wie Robert Goulet und Keely Smith. 2019 legte Morris seine Autobiographie My Las Vegas vor.

## Diskographische Hinweise
- Bobby Morris’ New Orleans Jazz Band: Las Vegas and All That Jazz (1990)
- Elvis Presley: On Stage – February, 1970 (RCA Victor, 1970)